# Sucha (powiat białobrzeski)
Sucha – wieś w Polsce, położona w województwie mazowieckim, w powiecie białobrzeskim, w gminie Białobrzegi. Znana także pod historyczną nazwą Sucha Szlachecka.
Do 1870 istniała gmina Sucha. W latach 1975–1998 miejscowość należała administracyjnie do województwa radomskiego.
Wieś jest sołectwem w gminie Białobrzegi. Według Narodowego Spisu Powszechnego z roku 2011 wieś liczyła 1186 mieszkańców i była największą co do liczby ludności miejscowością gminy.
Znajduje się tu pałac z drugiej połowy XIX wieku.
W miejscowości działała spółdzielnia produkcyjna, następnie jako Spółdzielnia Kółek Rolniczych, a w ostatnim okresie istnienia jako Państwowe Gospodarstwo Rolne Sucha.
19 listopada 2021 roku patronem Szkoły Podstawowej w Suchej został  lekarz, pedagog, pisarz i działacz społeczny Janusz Korczak.
Wierni Kościoła rzymskokatolickiego należą do parafii Świętej Trójcy w Białobrzegach.